# Château de Chevilly
Ne pas confondre avec le château de Chevilly (Méreau), inscrit monument historique dans le Cher.
Le château de Chevilly est un château situé à Chevilly dans le département du Loiret en région Centre-Val de Loire.
D'un fief de campagne, le domaine de Chevilly voit son importance croître à la fin du XVIIe siècle et au XVIIIe siècle. C’est en 1732 que Nicolas Hatte, receveur général des finances sous le règne du roi Louis XV, fait construire un château dans le domaine qui lui avait été légué par son oncle.
Le château de Chevilly change d'apparence à plusieurs reprises à la suite de l’action de ses propriétaires successifs, comme le marquis Claude François Perrin de Cypierre. En 1766, trois ans après s’être élevé au statut de baronnie, le domaine de Chevilly donne son nom à la commune avoisinante. 
Actuellement possédé par la famille Bazin de Caix, le château est inscrit à l’Inventaire supplémentaire des monuments historiques et les boiseries de sa chapelle sont classées aux monuments historiques.

## Géographie
Le château de Chevilly est situé sur le territoire de la commune de Chevilly à l'Ouest du département du Loiret en  région Centre-Val de Loire, dans la région naturelle de la Beauce à 15 km d'Orléans et à 115 km de Paris.
Le château a donné son nom à la commune avoisinante, autrefois nommée Andeglou, en 1766. En 2014, la commune de Chevilly comprend 2 739 habitants. 

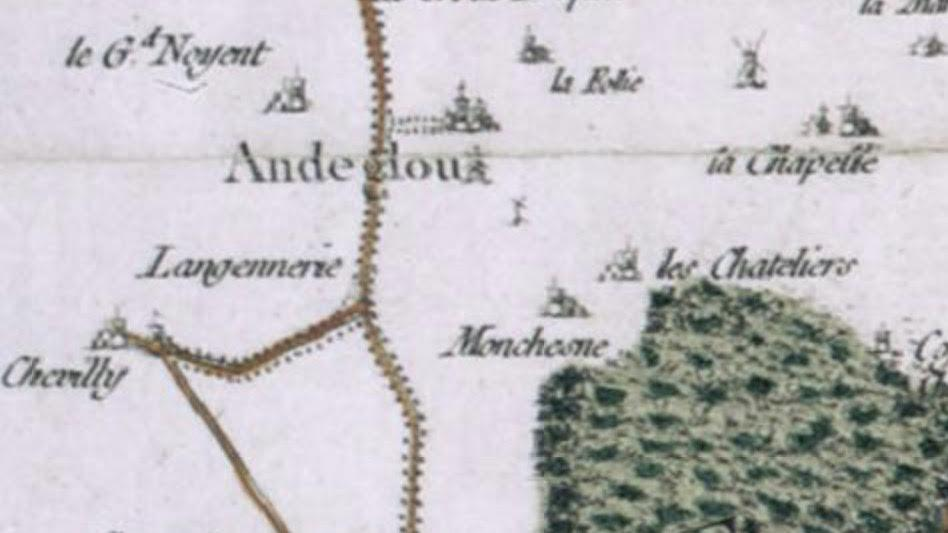
Localisation d'Andeglou avant qu'elle ne soit nommée Chevilly sur la carte de Cassini (XVIIIe siècle). © IGN.
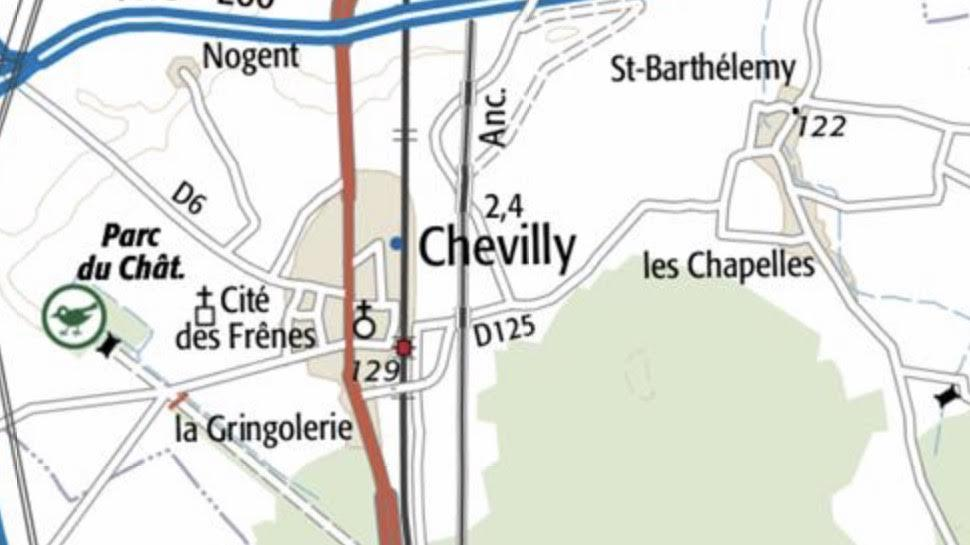
Localisation de Chevilly à l'échelle locale. © IGN.

## Histoire

### Moyen Age
Au XIIIe siècle, les propriétaires de Chevilly sont pour la majeure partie des clercs. En 1389, Jean de Pannes puis Pierre Pinet (en 1445) l’acquièrent successivement. Cependant, c’est à la période moderne que le domaine de Chevilly connait ses plus grandes évolutions grâce à de nouveaux propriétaires vassaux du duc d’Orléans.

### Époque moderne

#### XVIIesiècle
En 1631, le chanoine bénédictin de Sainte-Croix d’Orléans et archidiacre de Sully, Nicolas Mascot, obtient le domaine de la part de Marin Boucher et Pierre Fougueux (deux vicaires capitulaires). Celui-ci n’est alors qu’une maison bourgeoise d’où sa décision de construire une chapelle dans la cour du château afin d’en accroître la fréquentation. 
En 1675, Messire Amable Choque, alors nouveau propriétaire de la demeure, meurt. Il lègue aux révérends-prêtres de l’oratoire d’Orléans, les terres du Grand (demeure et métairie) et du Petit (ferme et hameau) Chevilly, sous la condition que soient réalisées cinq tapisseries destinées à être apposées sur les arcades de l’église Sainte-Catherine d’Orléans.

#### XVIIIesiècle
La seigneurie entre dans la circonscription administrative et judiciaire d’Orléans. La terre est finalement léguée l’année suivante par un codicille (acte modifiant un testament) à son cousin laïc, Nicolas Hatte. Le nouveau propriétaire (alors écuyer, conseiller du roi et receveur des finances à Alençon) laïcise le domaine et associe, en 1700, le petit Coudreau au fief de Chevilly. En 1733, il construit un nouveau bâtiment attenant à la demeure existante puis transfère la chapelle dans l’aile droite de la bâtisse. Il enrichit également l’édifice de peintures et de sculptures, et ajoute du bois dans la chapelle et sur les panneaux des portes. Il en reste le propriétaire jusqu’à sa mort en 1738, s’étant alors très peu rendu dans son domaine à cause de ses fonctions.
Son héritier Charles Robert Hatte, seigneur de Montisambert, a alors deux enfants : Marie-Anne (mariée à Pierre Amiot, Sieur de la Barre) et Louis Robert, sieur de Chevilly. Ce dernier est lieutenant et demeure toujours à Paris. C’est pourquoi, la propriété lui revenant logiquement en 1753, il décide de la revendre pour 75 000 livres à Étienne de Silhouette (somme inférieure à celle déboursée pour la reconstruction du château). La vente comprend alors le Grand Chevilly (dorénavant composé du château, du colombier et de la ferme) et le Petit Chevilly (ne comprenant plus que la métairie). Le Coudreau lui revient également.
Étienne de Silhouette est alors déjà propriétaire des seigneuries de l’Andeglou, de Monchêne, de Chateliers-de-la-Caer, des Bordes-de-l’Etendard, de Jupeau-de-Cercotte, de la Grande-de-Panne et de Pourpry. Il possédait également la paroisse de Saint-Germain d’Andeglou ainsi que celle de Creuzy ainsi qu'une grande étendue de bois en forêt d’Orléans.
Originaire de Biarritz, il se lie d’amitié avec Madame de Pompadour, ce qui lui permet d’accumuler d‘importantes charges auprès du roi Louis XV. Il devient ainsi Chevalier, Chancelier et Conseiller du roi. Amassant les offices, il est également Maître des Requêtes Ordinaire de l’Hôtel de Sa majesté, Garde des Sceaux et Surintendant des Maisons. Malgré cela, il est renvoyé par le roi en 1759 pour ses idées nouvelles : vouloir taxer les plus riches et remanier le budget de la Cour. Qualifié de mesquin et devenu impopulaire, il prête son nom aux « Silhouettes », terme employé (selon Louis-Sébastien Mercier) pour désigner des formes livides notamment en peinture. À la suite de son départ du ministère en 1763, il revend l’ensemble du domaine pour 238 278 livres à Monsieur de Cypierre.
Jean-François-Claude Perrin de Cypierre (1727-1790) est intendant de la généralité d’Orléans et propriétaire de plusieurs châteaux, dont celui de Chevilly. En 1763, il achète à Estienne de Silhouette les différentes terres qu’il possédait à Chevilly et dans les environs. Le lieu lui plaît beaucoup, et il se consacre alors tout au long de sa vie à embellir le domaine. C’est un homme qui se plaît dans la vie mondaine et qui cherche l’ascension sociale. Noble portant le titre de marquis, agrandir ses possessions et ses relations lui permet de gagner en importance. Il vit à Paris afin d’être proche de la Cour du roi. Il achète par ailleurs le château d'Auvilliers en 1761 à Madame de Pompadour, favorite du roi dont il est proche (d’où l’Allée de Madame en face du château, baptisée en son honneur). Il construit alors un réseau d’alliance qui interdit à tout « homme nouveau » d’accéder au pouvoir. Perrin de Cypierre est un noble ancré dans la société de son temps, se plaisant dans la vie mondaine et connaissant une forte ascension sociale à partir de 1760. 
L’embellissement du domaine de Chevilly entre ainsi dans ces intentions. L'intendant d’abord ambitionne et réussit à faire ériger Chevilly en baronnie en 1764. Cela révèle ainsi ses premières volontés de valorisation de ses terres, ainsi que ses bonnes relations avec le roi. Par la suite, en 1766, il parvient à ce que la paroisse d’Andeglou prenne le nom de baronnie de Chevilly. Son objectif est alors d’attirer des fidèles vers sa propre chapelle audit château. La chapelle de Saint-Barthélemy, dont il a demandé la translation en 1764, est supprimée par l’évêque d’Orléans Louis Sextius Jarente de La Bruyère en 1765 selon un acte du parlement de Paris du 30 juillet 1765. La chapelle Saint-Jacques, « délabrée » en 1708, est acquise par Perrin de Cypierre puis supprimée vers 1770. Enfin, il supprime l’église de Saint-Germain d’Andeglou en 1787 pour ne conserver que celle du château. 
En plus du nouveau poids politique qu’il donne à Chevilly et son château, Perrin de Cypierre en améliore également l’esthétique. Ses relations avec la cour royale lui permettent à la fois d’amener de grands personnages pour l’embellissement du château, mais aussi de développer ses idées très ancrées dans le siècle des Lumières. Il s’occupe par exemple des jardins, en utilisant les progrès scientifiques du XVIIIe siècle pour ses nouvelles installations. Il fait appel à l’architecte Jean-Benoît-Vincent Barré pour ces réalisations, notamment celles de la chapelle. L’intendant est donc un homme qui s’inscrit dans les idées des Lumières. Cependant, bien qu’il appréciait d’inviter des proches comme Madame de Pompadour dans son château, rien n’atteste que le propriétaire se servait de ce lieu comme salle de réunion ou de débats philosophiques si propres à la France du XVIIIe siècle.  
L’intendant de Cypierre se servait aussi de son domaine dans le cadre de sa fonction. Chevilly étant assez proche de la ville d’Orléans (près de 20 km), le château est alors utile pour son rôle d’intendant. Par exemple, à l’arrière du château, une petite salle secrète qui était utilisée afin de conserver le trésor de ses différentes collectes. Cette salle est encore visible aujourd’hui.  
Cependant, certaines de ses tentatives pour accroître l’importance de son domaine de Chevilly ont échoué. Il a par exemple essayé, en vain, d’obtenir auprès du roi, lors de la construction de la « Grand’route » Orléans-Paris, que celle-ci passe par Chevilly. Perrin de Cypierre avait conscience de l’enjeu que représentaient les réseaux routiers et une route convenablement praticable reliant Chevilly à la fois à Paris et à Orléans aurait permis à la ville et à son château d’accroitre leur importance. En 1772, il tente aussi de mettre en place une filature dans son château. Mais celle-ci ne sera jamais plus qu’un atelier de charité, avant d’être supprimée quelques années plus tard. Perrin de Cypierre quitte sa fonction d’intendant de la généralité d’Orléans en 1787. Remplacé par son fils, il décède en 1790, à l’aube de la Révolution française, à l’âge de 63 ans.
En 1790 ou 1791, le château est vendu à Charlotte Marie Élisabeth Leforestier, veuve de Louis Deslandes de Blanville, par Adrien Philibert Perrin de Cypierre de Chevilly, fils de Jean-François-Claude Perrin de Cypierre.

### Époque contemporaine

#### XIXesiècle
En 1850, le château appartient à la famille de Parseval.
En 1870, le château appartient à la baronne de Montpinson.
Le château est endommagé pendant la guerre franco-allemande de 1870. L'édifice se trouve sur la ligne de front où l’armée de la Loire et l’armée de Paris affrontent les Prussiens. Le Nord de la région orléanaise est particulièrement touchée par les combats. Les batailles de Loigny et de Coulmiers se déroulent à 20 kilomètres de Chevilly.

#### XXesiècle

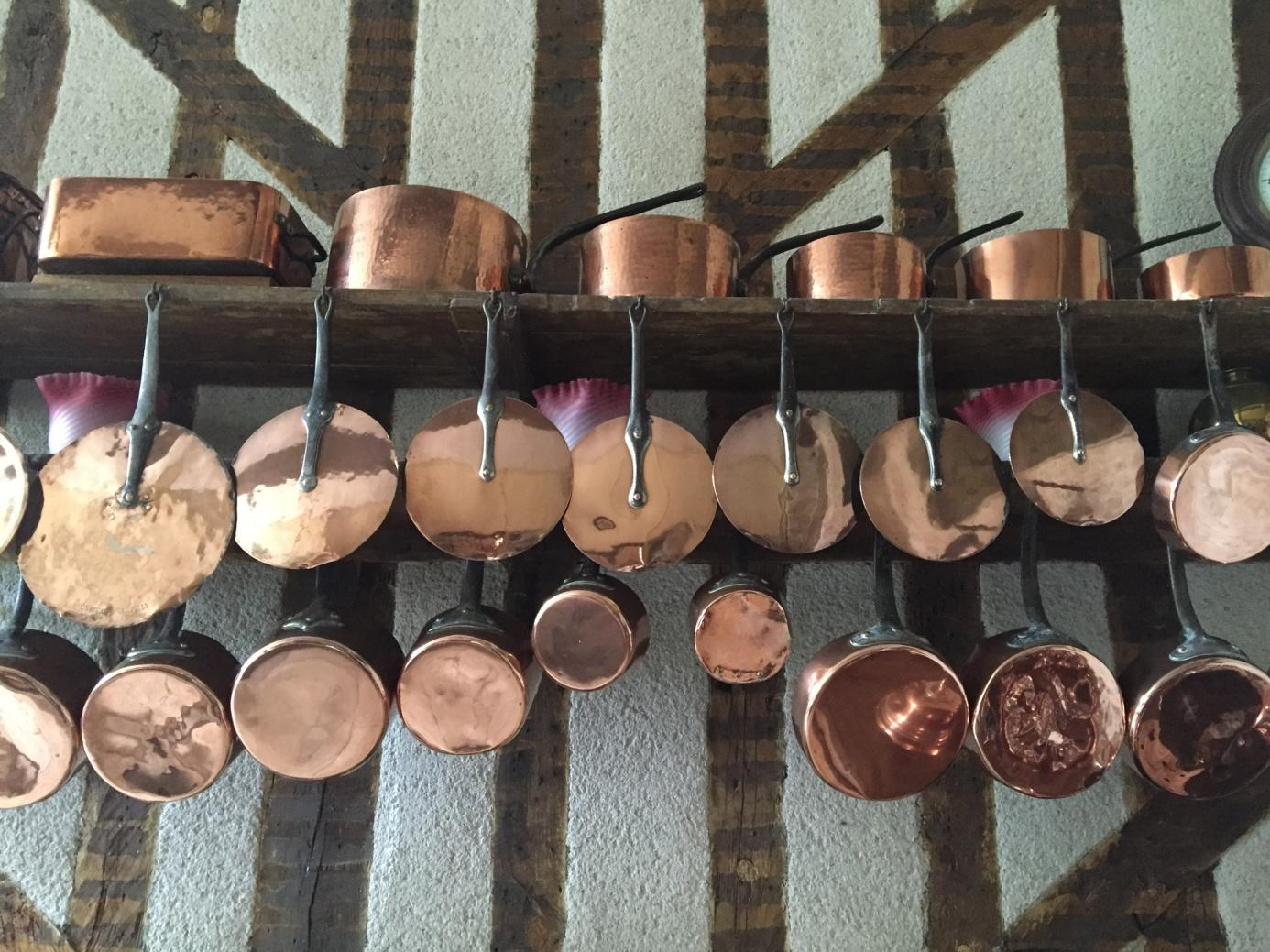
Photographie de la vaisselle en cuivre estampillée Chevilly, se trouvant dans la cuisine du château de Chevilly.

La Seconde Guerre mondiale marque également le château. Situé à une dizaine de kilomètres de la base militaire aérienne de Bricy, il est occupé tantôt par les Français, tantôt par les Allemands. Pendant l'Occupation de la France par l'Allemagne, la base aérienne est utilisée par la Luftwaffe, l'armée de l’air allemande, avant d’être récupérée par l’US Air Force, l'armée de l'air américaine, à partir du 22 aout 1944.
En 1941, la Wehrmacht, l’Armée du IIIe Reich, occupe le château durant plusieurs jours, utilisant l’espace vert de 22 hectares à l’arrière du château pour réparer les engins motorisés. L’occupation  engendre des dégradations et le pillage du mobilier et de quelques tapisseries luxueuses. Les propriétaires actuels du château racontent comme anecdote que pour parer à ces éventualités, les propriétaires avaient fait appel au voisinage et à la mairie pour qu’ils sauvent quelques-uns de leurs biens les plus précieux comme de l’argenterie, des tapis ou de la vaisselle. Ainsi tout un assortiment de vaisselle en cuivre estampillée « château de Chevilly » fut sauvé du pillage des nazis et fut rendu aux propriétaires par le maire à la fin de la guerre. À la libération le château a pu accueillir une figure de la libération : le général Patton fut logé huit jours dans la chambre principale.
En 1949, le château est la propriété de l'ingénieur agronome André Patricot.

#### XXIesiècle
Aujourd’hui, le château est la propriété de la famille Bazin de Caix qui ouvre les portes de leur demeure pendant les journées du Patrimoine ou sur rendez-vous,.

## Description

### Le domaine de Chevilly
D’une superficie de 800 hectares au XVIIe siècle, le domaine s’agrandit pour passer aux environs de 4 200 hectares au XVIIIe siècle.
L’entrée, appelée « Allée Madame », est baptisée ainsi en l'honneur de la Marquise de Pompadour, et mesure 2,6 kilomètres dont 2,3 sont pavés. S'ensuit la cour d'honneur et son parterre à la française datant du XVIIIe siècle, œuvre de l’architecte orléanais Jamin.
À côté du parterre se déploie la cour des communs : construite au XVIIe siècle, elle se compose de deux pavillons et est reliée à la cour d’honneur par une grille. Celle-ci a perdu un troisième bâtiment qui la séparait de la cour d’honneur, lors d’un incendie. Les communs (ensemble des constructions annexes au château servant à la domesticité et l’intendance) s’ordonnent autour d'une grande cour plantée de tilleuls, et comprennent un pigeonnier, des écuries, des remises et un long corps de bâtiment placé dans le prolongement du château. Pièce majeure de ces remises, la glacière doit son caractère exceptionnel à ses 20 mètres de profondeur et à sa rareté. Au-dessus de la glacière est situé un vieux fruitier (pièce d’entreposage des fruits), actuellement employé comme musée pour les instruments agricoles du château. Dernier lieu notable de ces communs, la cuisine datant du XVIIIe siècle. 
Le domaine possède également une chapelle reconstruite en 1733, qui se compose de boiseries sculptées.  
La trace d’une cave creusée sous le jardin semble indiquer le début de construction d’un édifice. Il s’agirait d’un projet d’ajout d’une aile supplémentaire sur la face Nord du château. 
Par ailleurs, un jardin à la française agrémente le domaine, mêlant symétrie, ordre et perspective à la manière des jardins classiques (style emblématique de l’Art louis-quatorzien). De plus, un ensemble de cinq statues monumentales y a été déposé en 1905. L'arrière du château donne aussi accès à un potager et son grand bassin (de 2,20 mètres de profondeur sur 15 mètres de diamètre) lui servant de réserve d'eau depuis le XVIIIe siècle.

### Le parc
Le château a beaucoup été remanié et ne présente plus les mêmes dessins et compositions qu’à l’origine. Le château, étant ancré dans un environnement, l’analyse de l’édifice ne peut se faire sans celle de ses jardins.   
En France, dès le XVIIe siècle, le château devient progressivement une sorte d’hôtel particulier : il évolue en château de plaisance. En effet, les jardins accueillent de grandes réceptions, des salons où de nombreuses personnes sont conviées. Il est alors nécessaire d’apporter un soin particulier à ces espaces. D’ailleurs, le château de Chevilly est conçu sur ce modèle. De nombreuses activités se sont déroulées dans le parc. Des emplacements sur le côté du château ont été mis à disposition pour le stationnement des carrioles.   
L'évolution en château de plaisance s’inscrit dans le projet de construction voulu par M. Perrin de Cypierre. Il fait appel à Jamin, un paysagiste d’Orléans, pour l’aménagement des jardins. L’architecte dispose d’une réputation solide dans la région et il a travaillé pour d’autres châteaux tel que Villeprevost, en Eure-et-Loir. Souhaitant inscrire le château dans un parc à la française, Jamin réalise l’alignement des parterres de fleurs avec les différents axes et chemins. Le plan du domaine montre une recherche de symétrie et une volonté de travailler sur les motifs géométriques. Les grandes allées boisées convergent vers le château tandis que les lignes plus modestes mènent vers d’autres directions.   
Le parc de vingt-deux hectares est agrémenté de sculptures. Des vases de forme Médicis à panse cannelée, posés sur des socles de pierre, sont disposés face à la façade arrière. Le parc dispose également d’un ensemble statuaire remarquable, daté de la fin du XVIIIe siècle. Appartenant initialement à la reine Amélie du Portugal, alors exilée en France, l’ensemble a été racheté par Monsieur Patricot en 1905. Il comporte quatre statues de proportions importantes, représentant les quatre continents connus à l’époque : au centre du parc, et en vis-à-vis de la façade arrière, on trouve l’Europe qui est encadrée par l’Afrique et l’Amérique. L’Asie est dissimulée dans la forêt comme pour représenter son éloignement géographique.
Chacune des statues montre des sujets en lien avec le continent qu’elle symbolise. Pour l’Afrique, la statue symbolise l’empire colonial au XVIIe siècle, comme l’illustre le soldat avec son fusil et l’indigène à ses pieds. La statue de l’Europe, située au centre de l’ensemble, symbolise la puissance de la connaissance, comme l’indiquent les instruments de musique, les livres et le système de calcul arithmétique. À droite, le « Nouveau continent », les Amériques sont symbolisées par leur commerce, comme l’illustre le sac en toile de jute faisant référence au commerce des épices. L’Asie est symbolisée par son éloignement de l’Europe et par des feuilles asiatiques.

Les statues du parc
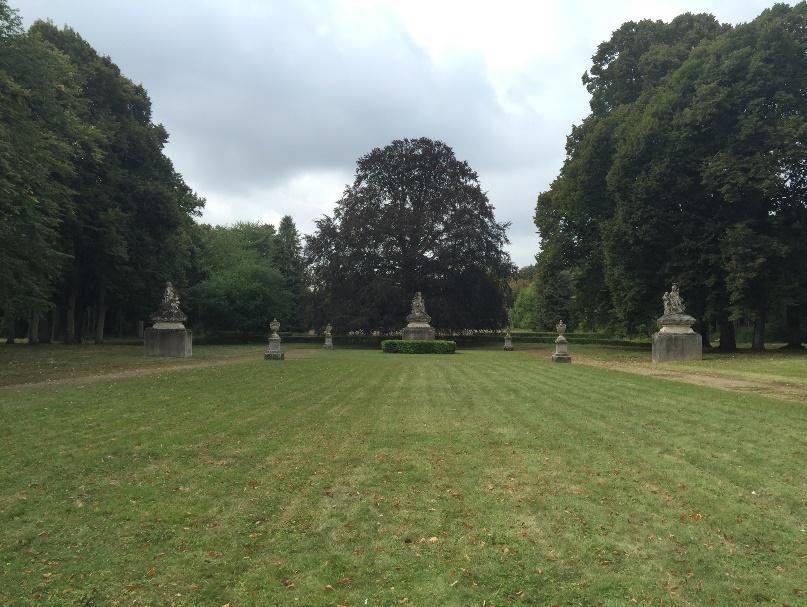
Arrière du château et ses statues.
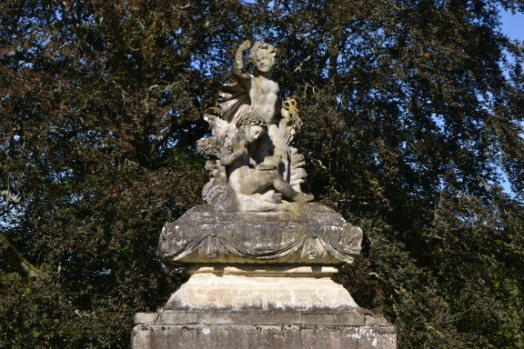
L'Europe.
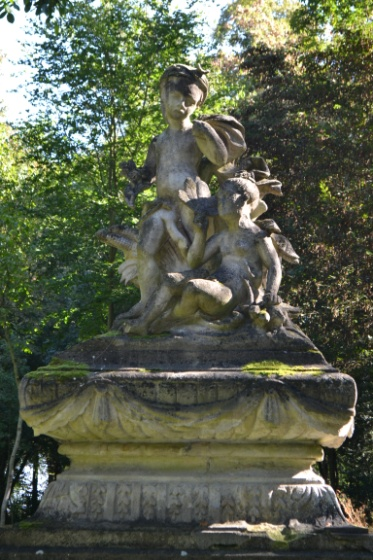
L'Afrique.
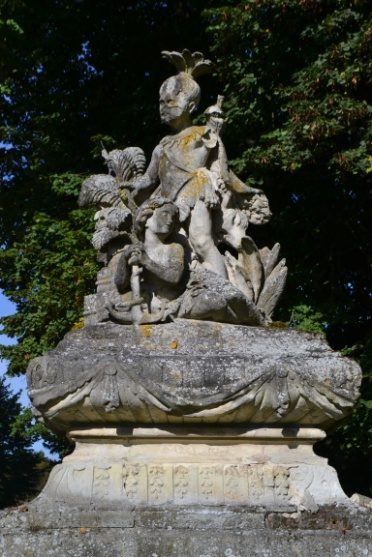
L'Asie.

Derrière l’ensemble statuaire, est planté un hêtre pourpre, rose au printemps, rouge sang durant l’été et grenat à l’automne. Il a survécu à la tempête de l’hiver 1999 alors que celle-ci a causé de lourds dégâts dans le parc, détruisant la quasi-totalité des arbres d’ornement : conifères exotiques, cèdres et fusains de Virginie. Quatre-vingt-trois arbres ont été déracinés, ne subsistent, outre le hêtre pourpre, que des arbres originaires de la région : chênes, hêtres, tilleuls et marronniers. 

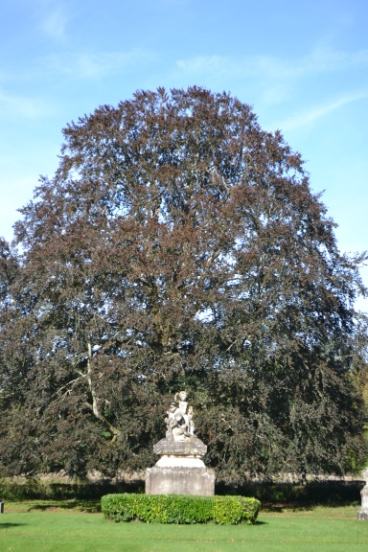
Photographie du hêtre pourpre dans le parc du château de Chevilly.

Des jardins à la française se trouvent à plusieurs endroits dans le domaine, comme la cour d’honneur. Celle-ci présente un parterre  de fleurs qui vient agrémenter la façade de l’édifice. Le jardin à la française est notamment présent à l’arrière du bâtiment. C’est au sein de cet espace que se trouve un potager de deux hectares qui, à l’époque du château, nécessitait l’embauche de trois jardiniers. Pour leurs activités, ils avaient à leur disposition les différents bassins, dont un central alimenté par un puits, qui pouvait contenir jusqu’à 350 m3 d’eau. Ce dernier était légèrement surélevé par rapport aux plus petits bassins, ce qui permettait de redistribuer l’eau dans les différentes cuves par un système d’écoulement. L’eau pouvait stagner pendant un certain temps dans le bassin, la réchauffant. N’étant pas rincés dans de l’eau froide, les légumes étaient alors moins sujets à des chocs thermiques pouvant nuire à la future consommation. Au bout du potager se trouve une serre, actuellement en état de dégradation avancée. À cela s’ajoute un verger composé d’un ensemble d’arbres fruitiers aux essences variées. Finalement, le domaine, par son étendue propice aux activités sylvestres, est longtemps demeuré un point de départ notoire des chasses à courre.

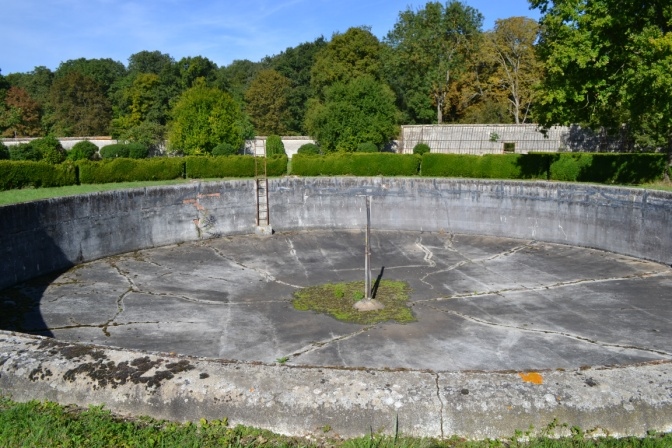
Photographie du bassin central des jardins du domaine de Chevilly.

Les jardins à la française ont laissé place, aujourd’hui, à de grands espaces gazonnés. En revanche le potager possède encore des buis bien agencés et taillés et le parterre de la cour d’honneur est fleuri du printemps à l’automne. Les abords du château ont globalement conservé leur intégrité, ce qui permet à l’heure actuelle de se représenter sans trop d’effort l’agencement caractéristique des jardins à la française au XVIIIe siècle, désormais largement effacés.

### Les bâtiments
À l’origine, s’élève un premier logis datant du XVe siècle, dont il ne reste aucune trace aujourd’hui et dont très peu d'informations sont conservées. Au XVIIe siècle, un nouveau château et sa chapelle dédiée à « Notre Dame » sont reconstruits par le clergé local, dans l’actuelle cour des communs. En 1675, et par donation à Nicolas Hatte, le domaine redevient laïque. Hatte fait construire en 1733 un nouveau château attenant au premier, et fait détruire l’ancienne chapelle pour en édifier une autre au niveau de l’aile droite du corps principal. 
Le château est finalement remanié dans le style classique quelque temps après par l’architecte Jean-Benoît-Vincent Barré à la demande de son nouveau propriétaire, Jean-François Perrin de Cypierre (XVIIIe siècle).

#### Les façades et toitures du corps principal
L’ensemble, inscrit à l’inventaire supplémentaire des monuments historiques, a été réalisé dans un style dépouillé avec du calcaire local, caractéristique des goûts architecturaux de l’époque.
L’édifice présente un contraste important entre un entrecolonnement aux proportions majestueuses, et l’ordonnancement général d’où semble exclue toute prétention à souligner les éléments esthétiques qui composent les façades. Seuls éléments de briques, les souches de cheminées tranchent avec la blancheur de la construction générale.
À l’origine, le château est composé d’un important avant-corps flanqué à sa perpendiculaire de deux ailes, séparées de lui par deux pavillons construits dans son prolongement. Le tout marquant la distinction entre la cour d’honneur et le jardin à la française.
Au niveau des combles, la façade principale se constitue de quatre lucarnes surplombant un fronton à l’entablement triangulaire classique dont la mouluration est aussi simplifiée. L’horloge dans l’oculus vient enrichir et compenser la rigueur ornementale. Sur les façades enduites de ciment et de chaux, des bandeaux de pierres séparent les deux niveaux de leur élévation et constituent, avec l’unique balcon, les rares ornements extérieurs de l’édifice. Ce dernier rompt effectivement avec le sévère ordonnancement architectural par la courbe de ses pierres moulurées et la richesse du motif sculpté qui le soutient. Sa rambarde en fer forgé est positionnée sur un motif en staff badigeonné d’ocre jaune qui représente deux scènes des Douze travaux d’Hercule : le Lion de Némée et le dragon du Jardin des Hespérides. Le tout surplombe l’unique baie vitrée couronnée d’un arc en plein cintre de la façade.
La toiture, intégralement recouverte d’ardoises, correspond aux traditions classiques du toit à la française puisqu’étant réalisée « à la Mansarde » sur les trois ailes. Quant à celles des deux pavillons, elles sont dites « à quatre versants ».
Les corps de bâtiment sont à chaque fois surplombés d’une toiture propre à chacun qui les distingue les uns des autres. Cette disparité de couronnement est par ailleurs soulignée par la disposition des corniches sur deux niveaux différents. Huit épis de faîtages viennent terminer discrètement les toits de l’édifice.
Le portail principal flanqué de pilastres imposants en pierre de taille conserve aujourd’hui quatre des deux grands vases sculptés qui le surplombaient à l’origine. Sa grille travaillée sobrement au niveau des pointes, répète par ailleurs le motif de la clôture. De part et d’autre de cette entrée sont creusés des fossés reproduisant le principe des douves médiévales mais n’ayant qu’un rôle strictement décoratif au vu des besoins défensifs des châteaux de « plaisance » de l’époque.
La tempérance décorative de l’édifice est toutefois rompue dans la cour d’honneur par un imposant parterre fleuri en son centre.
La façade sur les jardins réplique quant à elle les travées de sa jumelle en cour d’honneur mais c’est l’ordre dorique, le plus colossal des genres architecturaux classiques, qui est ici employé sur les quatre colonnes galbées soutenant l’entablement du fronton en saillie.

Façades et toitures du château
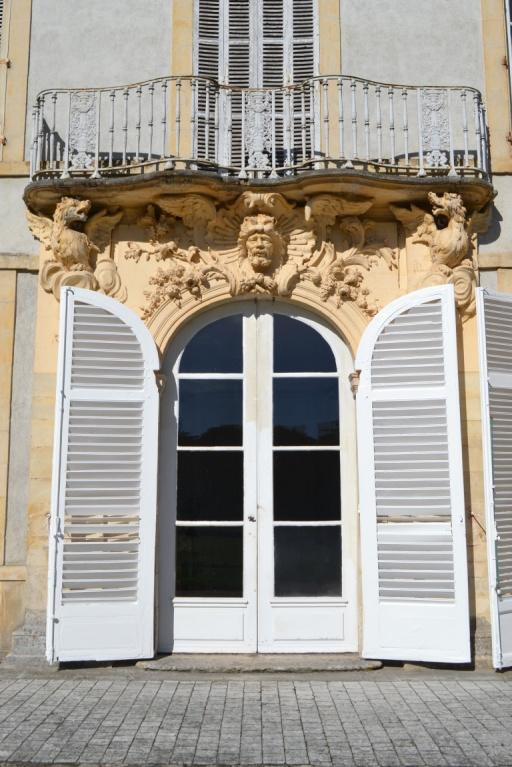
Porte-fenêtre sur la façade Nord.
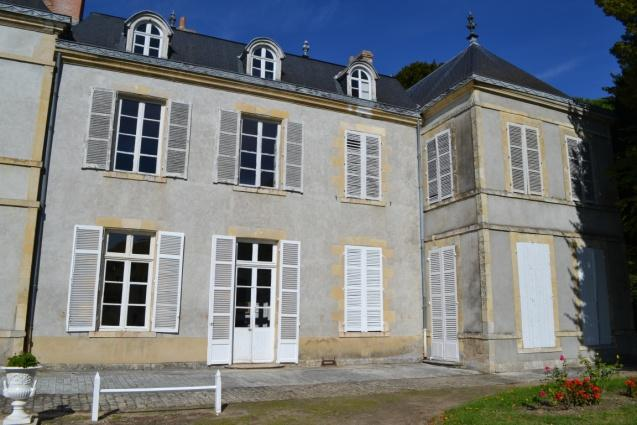
L'aile Ouest.
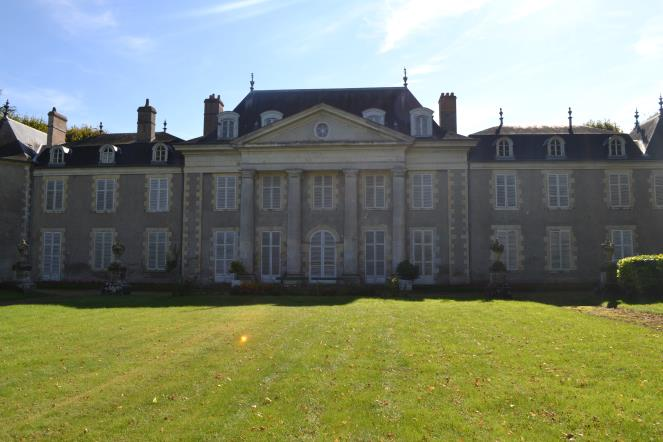
Façade Sud.
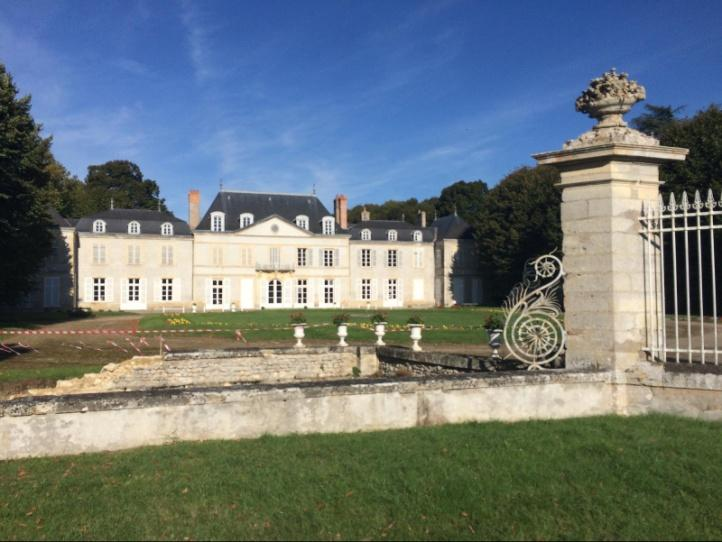
Façade Nord, avec le portail d'entrée, le pilastre et son fossé.

#### Les intérieurs du corps principal
L’habitation seigneuriale se compose de salles de réception, de salons et de cuisines. L’ensemble privilégie des dimensions à échelle humaine, créant pour certaines pièces tel que le boudoir, par lequel le visiteur accède grâce à une porte dérobée ou de multiples alcôves. Une distribution pensée pour être beaucoup plus personnelle que celle mise à la mode sous le règne de Louis XIV. L’ornementation sobre se compose en majeure partie de lambris peints et de tomettes hexagonales en vogue au XVIIIe siècle. Plusieurs cheminées de style Louis XV complètent la décoration des pièces.
Les pièces privées sont aménagées au second niveau ; presque toutes les chambres sont orientées en direction de la cour d’honneur.

#### Les dépendances
Conjointement à cet ensemble, et dans son prolongement, se déploie au Sud-Ouest les pavillons et granges de la cour des communs, simplement reliée à celle d’honneur par une grille à pilastres. Cette partie de l’édifice, réalisée au XVIIe siècle lors de l’occupation du site par le chapitre de Saint-Étienne de Bourges qui en fait une exploitation agricole, a été remaniée et enrichie au XVIIIe siècle : il est aujourd’hui classé à l’inventaire supplémentaire des monuments historiques. Le corps central du château du XVIIe siècle, dont la partie encore debout aujourd’hui se trouve dans la cour des communs et constitue l’actuelle cuisine du logis seigneurial, a malheureusement été détruit lors d’un incendie et son emplacement est aujourd’hui marqué par la grille qui sépare la cour d’honneur de celle des communs.
Grâce à la continuelle entreprise de restauration que menèrent les propriétaires successifs, les toits de ces dépendances sont restés dans leur état d’origine. Les tuiles et ardoises couvrent, selon la mode de l’époque, de massives charpentes en châtaignier (essence déjà reconnue pour ses propriétés répulsives à l’encontre des insectes). 
Y est également présente une glacière à la conception rare en France et aujourd’hui en cours de classement. Placée à l’arrière du garage à voitures, celle-ci permettait de conserver les aliments au frais en limitant les écarts de température. Sa voûte de 3 mètres d’épaisseur faisant office d’écran thermique et maintenant les 5 à 6 °C constants de la pièce. Il fallait à l’époque recueillir de la neige ou de la glace en hiver (souvent au niveau d’étangs ou sur la Loire même) et la placer au fond des 20 mètres du puits. Se positionnait ensuite sur celle-ci, et toujours dans le puisard (voire schéma ci-contre), un placage de petit bois qui évitait un contact direct entre les aliments emballés (dans des bouteilles, amphores, terrines, etc.) et descendus par poulie, et la glace dont l’eau de fonte était évacuée par un système d’égout en dessous. La nourriture, emballée et recouverte de graisse (le plus souvent d’oie), restait à l’abri de la chaleur durant tout l’été et le printemps. Le fruitier, positionné au-dessus de celle-ci, consiste en une pièce bénéficiant de la fraîcheur des glaces et favorisant la conservation des fruits du verger que possédait le domaine.
Les écuries sont bien conservées. Leur réalisation témoigne de l’importance octroyée aux chevaux à l'époque. Ces animaux à la valeur marchande particulièrement élevée, signe de la richesse de leur propriétaire, avait même à disposition, et près de leurs boxes, un pédiluve leur permettant de reposer leurs pieds après le travail.
Le pavillon-porche est quant à lui surplombé d’un pigeonnier à la relative petitesse pour un domaine de 4 200 hectares. Il aurait été sujet à une tentative d’agrandissement au XVIIIe siècle mais le manque de trésorerie a vraisemblablement fait avorter le projet.

Les dépendances
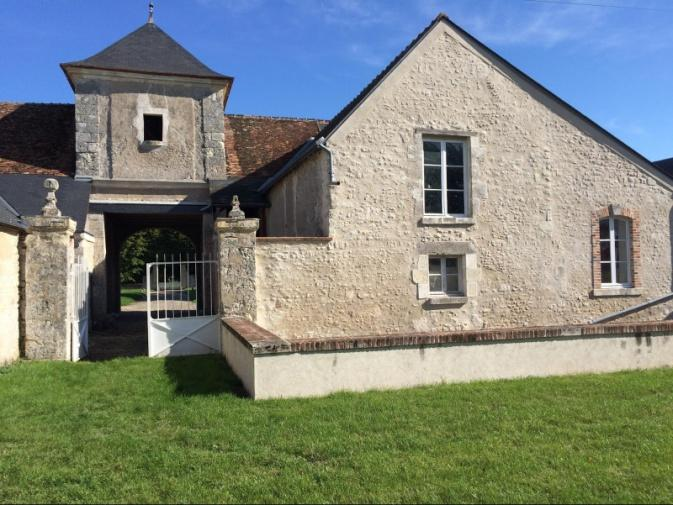
Le pigeonnier et le fruitier.
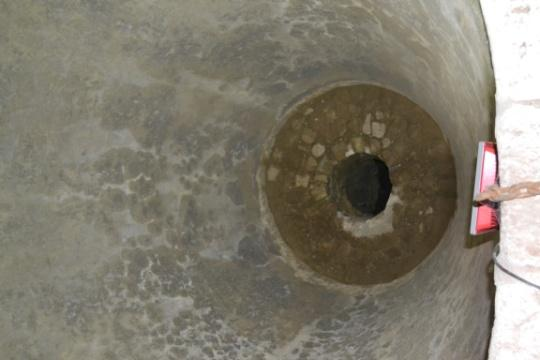
La cuve de la glacière.
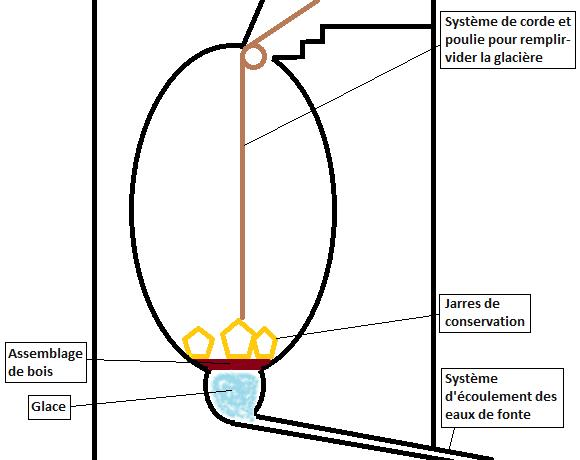
Schéma du fonctionnement de la glacière.

#### La chapelle
La chapelle du XVIIIe siècle, typique du style rocaille (ou « Louis XV ») se situe dans l’aile droite du corps central. Celle-ci a été classée en 1965 aux monuments historiques pour la splendeur de son ameublement en chêne (restauré par les propriétaires il y a une trentaine d’années). Acquis par le marquis de Cypierre, il date du XVIIe siècle et consiste en un ensemble néo-classique formé d’un autel, d’une tribune et de boiseries autour desquels a été spécialement construit l’édifice. Le centre de l’autel est complété par un cadre surmonté de deux anges accueillant un tableau d'Aignan-Thomas Desfriches. Les deux consoles soutenant la tribune répètent avec finesse les séraphins du cadre. Rosace, feuilles d’acanthe et motifs « rocailles » viennent parachever la sculpture de bois. Dix-huit panneaux de lambris aux mêmes motifs permettent d’unifier les murs de la chapelle et de faire le lien entre tribune et autel.

La chapelle
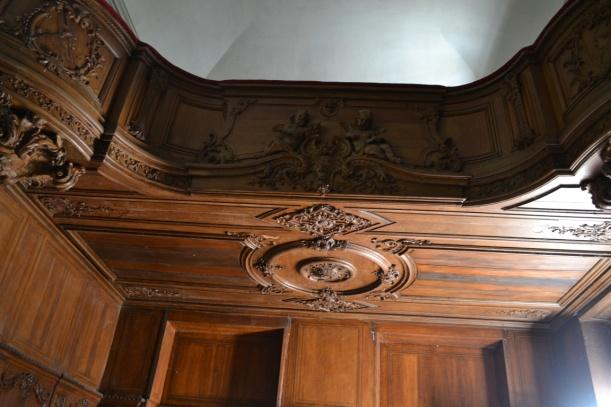
Les boiseries de la tribune.
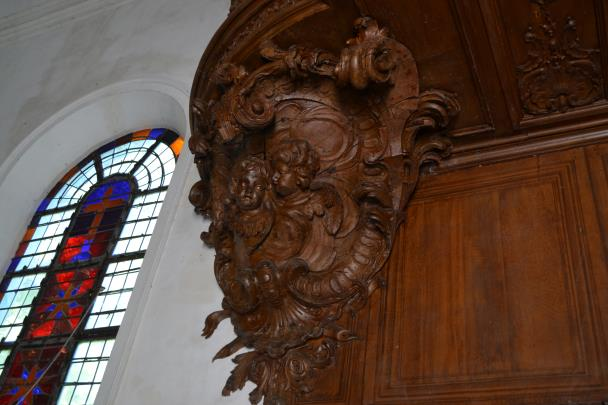
Les boiseries de la tribune.
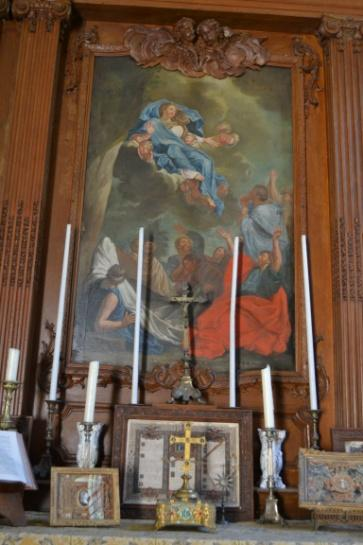
L'autel.